# Dolon (rivière)
Pour les articles homonymes, voir Dolon (homonymie).
 (mai 2014).
Le Dolon est une rivière affluente de rive gauche du Rhône qui coule essentiellement dans le département de l'Isère, mais une partie de son cours s'effectue en lisère des territoires des communes côté de Jarcieu et de Lapeyrouse-Mornay en limite avec le département de la Drôme. 

## Géographie
D'une longueur de 33,4 km, le Dolon prend sa source dans un site marécageux, entouré d'étang sur le territoire de la commune de Pommier-de-Beaurepaire dans la forêt de Bonnevaux et coule vers l'ouest. Ce cours d'eau au débit très irrégulier se jette dans le Rhône au niveau du territoire de la commune de Chanas, entre Sablons, située en Isère et Saint-Rambert-d'Albon, situé dans la Drôme.
La Sanne, qui le rejoint sur la fin de son parcours, est son principal affluent.

## Toponymie
La rivière est mentionnée de Delone et Dellonis au XIIe siècle. « Dolon » est l'accusatif de l'hydronyme celtique dol qui signifie « courbe de rivière, méandre » (cf. breton dol, « méandre, terre basse inondable »). 
On retrouve cette racine dans un certain nombre de noms de cours d'eau : Dolo (Deux-Sèvres), Doulon (Haute-Loire), Doulonne (Jura), Doulou (Lot)... et également dans des noms de lieux (Dol-de-Bretagne, Dole, etc).

## Départements et principales villes traversés

### Département de l'Isère
Communes de Agnin, Bougé-Chambalud, Chanas, Jarcieu, Moissieu-sur-Dolon, Pact, Pisieu, Pommier-de-Beaurepaire, Primarette, Revel-Tourdan, Sablons.

### Département de laDrôme
Communes de Lapeyrouse-Mornay, Epinouze

## Affluents
Les principaux affluents de ce cours d'eau sont
- la Sanne (25,76 km)[3];
- la Bège (12,81 km)[4];
- le Lambroz (12,54 km)[5];
- le Derroy (11,94 km)[6];
- la Gaffe (2,62 km)[7];
- le Ruisseau rimondet (2,48 km)[8];
- le Ruisseau de Fontgarot (1,95 km)[9];
- le Ruisseau de Royon (1,7 km)[10].